# 186
Het jaar 186 is het 86e jaar in de 2e eeuw volgens de christelijke jaartelling.

## Gebeurtenissen
Brittannië
- Na het overlijden van koning Lucius ontbrandt er een strijd om de heerschappij van Britannia. Publius Helvius Pertinax onderdrukt een muiterij van de gestationeerde Romeinse legioenen, er wordt een tussenregering gevormd onder het bewind van Septimius Severus.

Germanië
- Er vindt een revolte tegen het Romeinse bewind plaats in Argentorate.

## Overleden
- Lucius, koning van Brittannië (waarschijnlijke datum)